# Udinia glabra
Udinia glabra är en insektsart som beskrevs av De Lotto 1963. Udinia glabra ingår i släktet Udinia, och familjen skålsköldlöss.
Artens utbredningsområde ärUganda. Inga underarter finns listade i Catalogue of Life.